# Gelbbacke
Die Gelbbacke bezeichnet Schläge und Typen der Altdeutschen Hütehunde.
In Deutschland gibt es zwei Verbreitungsgebiete der Gelbbacke: Süddeutschland und Ostdeutschland.

## Süddeutscher Typ
Im Süden ist dieser Schlag uneinheitlich. Hier werden Hütehunde gehalten, die von dunkler, schwarzer oder brauner Färbung sind und im Bereich von Kopf und Brust helle, gelbe oder braune Zeichnungen aufweisen, eine allgemeine Beschreibung ist daher nicht möglich.

## Ost- bzw. Mitteldeutscher Typ
In den neuen Bundesländern bildet die Gelbbacke gemeinsam mit schwarzen und fuchsfarbenen Ost- bzw. Mitteldeutschen Hütehunden den dort am weitesten verbreiteten Schlag der Altdeutschen Hütehunde. Dieser Schlag firmiert in diesen Bundesländern noch häufig unter der älteren Bezeichnung Altdeutscher Schäferhund. Der Grund ist noch in der Schafhaltung in der früheren DDR zu finden, bei der auf größeren Flächen gewirtschaftet wurde. Die Gelbbacke ist ein ausgesprochen guter Arbeitshund. Die Hunde weisen eine Schulterhöhe von 55–60 cm auf und haben schwarzes Langstockhaar mit deutlichen roten, gelben oder braunen Zeichnungen über den Augen, um den Fang und an den Läufen. Die Zeichnungen über den Augen brachten ihnen auch den Spitznamen „Vierauge“ ein.

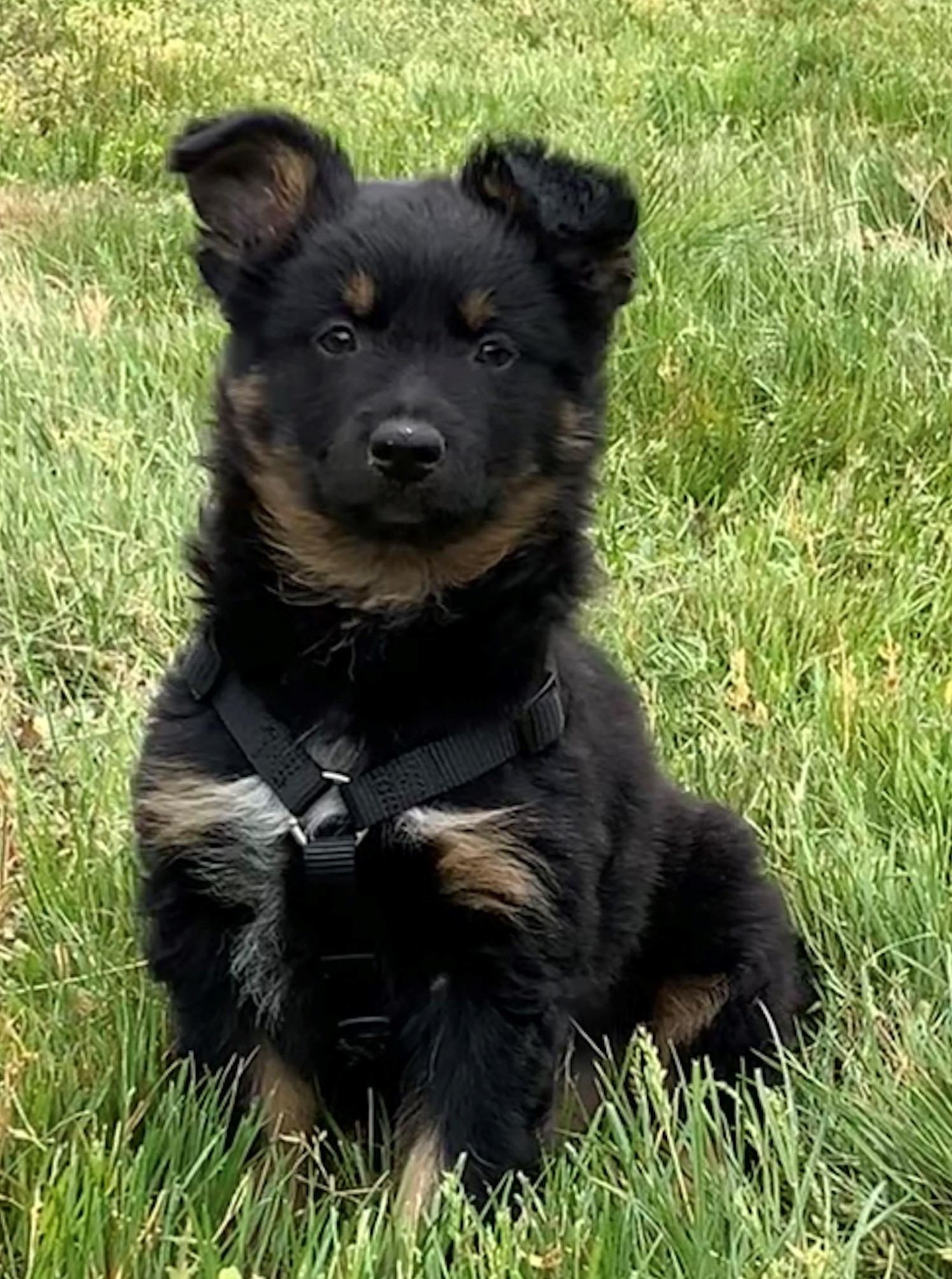
Welpe im Alter von 9 Wochen

In Tschechien existiert ein naher Verwandter, der Chodský pes (Chodenhund).

## Gefährdung
Die Gesellschaft zur Erhaltung alter und gefährdeter Haustierrassen (GEH) hat diese Rasse in die Kategorie III (gefährdet) der Roten Liste (Stand 2023) eingestuft. Sie hat auch eine Betreuerin dieser Rasse berufen.